# Munyangwa
Munyangwa är ett vattendrag i Burundi.   Det ligger i provinsen Muramvya, i den centrala delen av landet, 40 km öster om huvudstaden Bujumbura.
Omgivningarna runt Munyangwa är en mosaik av jordbruksmark och naturlig växtlighet. Runt Munyangwa är det tätbefolkat, med 331 invånare per kvadratkilometer.